# Distretto di Gliwice
Il distretto di Gliwice (in polacco powiat gliwicki) è un distretto polacco appartenente al voivodato della Slesia.

## Geografia antropica

### Suddivisioni amministrative
Il distretto comprende 8 comuni.
- Comuni urbani: Knurów, Pyskowice
- Comuni urbano-rurali: Sośnicowice, Toszek
- Comuni rurali: Gierałtowice, Pilchowice, Rudziniec, Wielowieś